# Дудельдорф
Дудельдорф (нім. Dudeldorf) — громада в Німеччині, розташована в землі Рейнланд-Пфальц. Входить до складу району Бітбург-Прюм. Складова частина об'єднання громад Бітбургер-Ланд.
Площа — 11,03 км2. Населення становить 1292 ос. (станом на 31 грудня 2020).

## Галерея

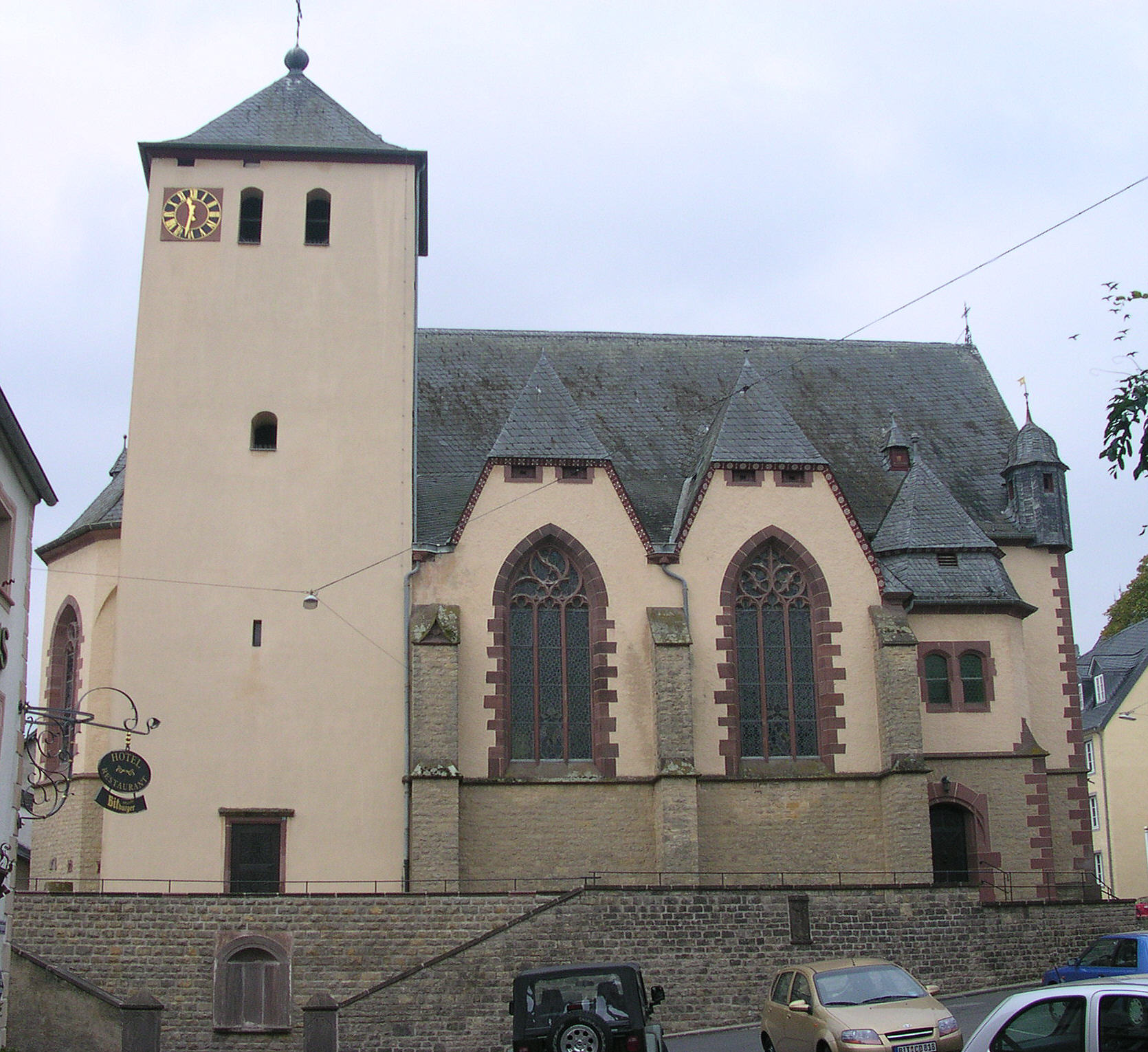
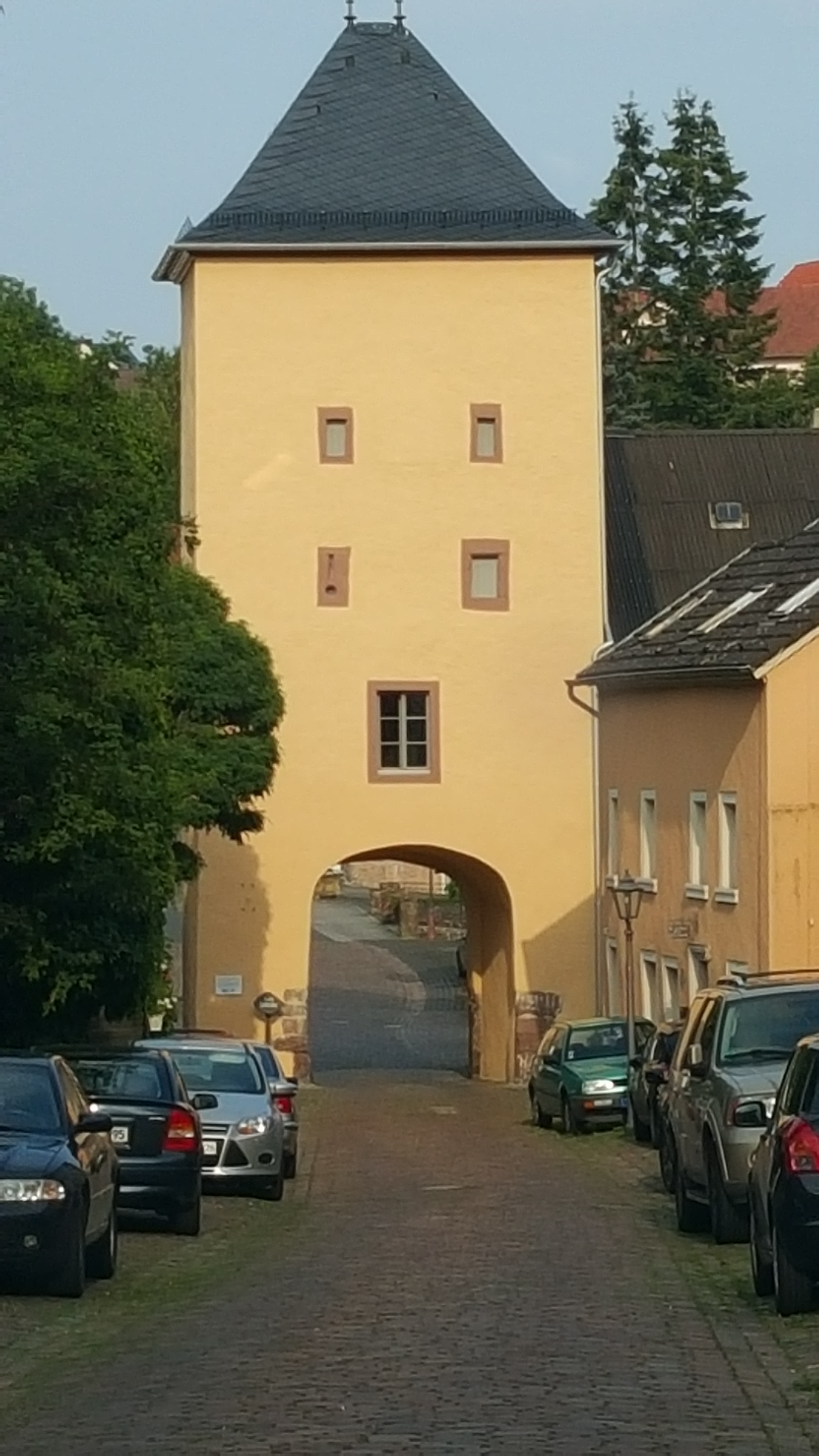
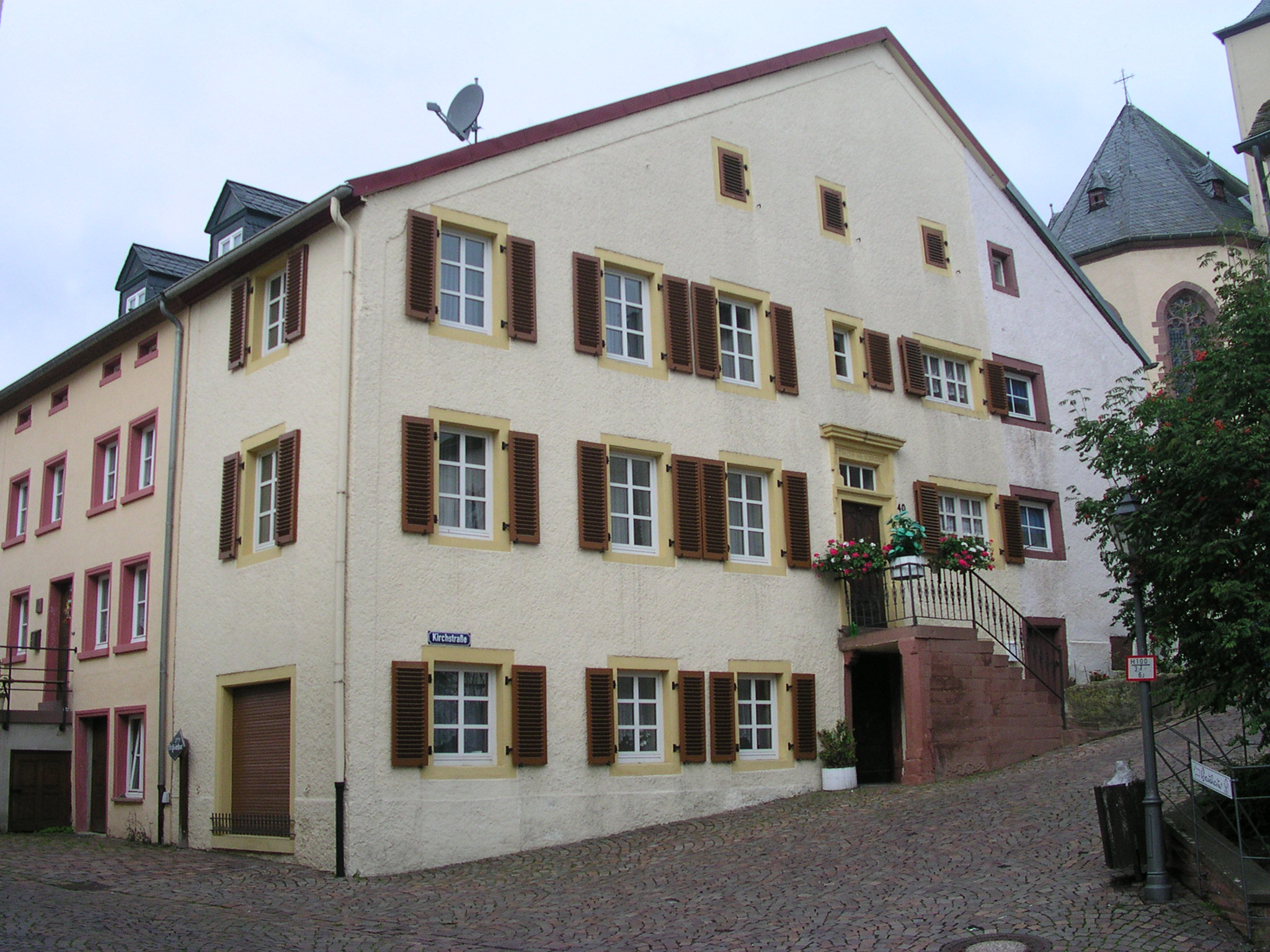